# Moche
Moche-civilisationen (også kaldt mochica-kulturen, tidligere chimu, før-chimu, proto-chimu, og så videre) levede i det nordlige Peru fra omkring 200 e.Kr. til 700 e.Kr. I dag regner man at der politisk ikke var det samme folk som folket i kongeriget Chimú, og nogle tror det ikke var et rige, men heller en gruppe af samfund som delte fælles ikonografi og teknologi. Nogle regner moche-epoken så vidt som 300 f.Kr. til 1000 e.Kr.

## Kollaps
Der er flere forskellige teorier på hvad som var årsag til den Moche-civilisationens endeligt. Nogle lærde har fremhævet miljøændringer. Iskerneforskning fra gletsjere i Andesbjergene afslører klimatiske begivenheder mellem 536 og 594 AD, muligvis en super El Niño, som resulterede i 30 års intens regn og oversvømmelse fulgt af 30 års tørke, som en del af eftervirkningerne af klimachoket i 535-536. 
Disse vejrbegivenheder kunne have afbrudt Moche-civilisationens normale livscyklus og rystet deres tro på deres religion, som havde lovet stabilt vejr ved menneskeofringer. 
Men flere nylige opdagede beviser demonstrerer, at disse begivenheder ikke forårsagede Moche-civilisationens endeligt. Moche-politik overlevede efter 650 AD i Jequetepeque-dalen og Moche-dalene. For eksempel, i Jequetepeque-dalen er senere bosættelser karakteriseret af fæstninger og forsvarsværker. Der er ikke bevis for en fremmed invasion, som mange lærde har foreslået tidligere (f.eks. en Huari invasion). Forsvarsværkerne ser ud til at vise, at der var social uro, muligvis resultatet af klimatiske ændringer, da fraktioner sloges for kontrol over de stadig mindre resurser.